# Vincennes (Indiana)
Vincennes és una població dels Estats Units a l'estat d'Indiana. Segons el cens del 2000 tenia 18.701 habitants.
Va ser la capital del Territori d'Indiana del 1800 al 1813, quan va passar a ser-ho Corydon.

## Demografia
Segons el cens del 2000, Vincennes tenia 18.701 habitants, 7.614 habitatges, i 4.332 famílies. La densitat de població era de 1.011,3 habitants/km².
Dels 7.614 habitatges en un 26,3% hi vivien nens de menys de 18 anys, en un 40,8% hi vivien parelles casades, en un 12,4% dones solteres, i en un 43,1% no eren unitats familiars. En el 35,8% dels habitatges hi vivien persones soles el 14,9% de les quals corresponia a persones de 65 anys o més que vivien soles. El nombre mitjà de persones vivint en cada habitatge era de 2,2 i el nombre mitjà de persones que vivien en cada família era de 2,85.
Per edats la població es repartia de la següent manera: un 20% tenia menys de 18 anys, un 20,5% entre 18 i 24, un 24% entre 25 i 44, un 20,3% de 45 a 60 i un 15,1% 65 anys o més.
L'edat mediana era de 33 anys. Per cada 100 dones de 18 o més anys hi havia 97,3 homes.
La renda mediana per habitatge era de 26.289$ i la renda mediana per família de 35.424$. Els homes tenien una renda mediana de 27.029$ mentre que les dones 20.254$. La renda per capita de la població era de 14.993$. Entorn del 15% de les famílies i el 20,7% de la població estaven per davall del llindar de pobresa.

## Fills il·lustres
- Red Skelton (1913 - 1997) actor

## Poblacions més properes
El següent diagrama mostra les poblacions més properes.